# 丁里姜
丁里姜（羅馬化：Theinlikyang，283年—344年），旧译梯利干。拜丁里王之子，

## 事迹
其继位后进行了一些政治改革，将原本的十九村制度废黜。又在劳伽难陀修筑了一座新王城名底里毕萨亚城，此后这一时期被称为底里毕萨亚时期。据说该王执政政期间国家太平、百姓安宁，天上还曾下过三次珠宝雨。